# Quần vợt tại Đại hội Thể thao Đông Nam Á 2021
Quần vợt là một trong những môn thể thao tranh tài tại Đại hội Thể thao Đông Nam Á 2021 ở Việt Nam, được tổ chức từ ngày 13 đến 22 tháng 5 năm 2022 (vì tình hình Đại dịch COVID-19 lúc đó diễn biến rất phức tạp tại các quốc gia Đông Nam Á), tại Trung tâm Thể dục Thể thao Hanaka ở thành phố Từ Sơn.
Môn quần vợt tại SEA Games 31 có 7 nội dung: đơn nam, đơn nữ, đôi nam, đôi nữ, đôi nam nữ, đồng đội nam, đồng đội nữ.

## Địa điểm
| Bắc Ninh                          |
| --------------------------------- |
| Trung tâm Thể dục Thể thao Hanaka |
| Sức chứa: 3.000                   |
| không khung                       |

## Các quốc gia tham dự
Tổng cộng có 9 quốc gia sẽ tham gia tranh tài môn quần vợt tại Đại hội Thể thao Đông Nam Á 2021:
- Campuchia
- Indonesia
- Lào
- Malaysia
- Myanmar
- Philippines
- Singapore
- Thái Lan
- Việt Nam

## Chương trình thi đấu
Môn quần vợt thi đấu từ ngày 13 đến 22 tháng 05 năm 2021, với lịch thi đấu cụ thể như sau:
| Ngày  | Giờ   | Nội dung                                 |
| ----- | ----- | ---------------------------------------- |
| 13/05 | 09:00 | Vòng 1 đồng đội nam và đồng đội nữ       |
| 14/05 | 09:00 | Vòng Tứ kết đồng đội nam và đồng đội nữ  |
| 15/05 | 09:00 | Bán kết đồng đội nam và đồng đội nữ      |
| 16/05 | 09:00 | Chung kết đồng đội nam và đồng đội nữ    |
| 16/05 | 09:00 | Lễ trao giải đồng đội nam và đồng đội nữ |
| 17/05 | 09:00 | Vòng 1 đơn nam và đơn nữ                 |
| 17/05 | 09:00 | Vòng 1 đôi nam nữ                        |
| 18/05 | 09:00 | Tứ kết đơn nam và đơn nữ                 |
| 18/05 | 09:00 | Tứ kết đôi nam nữ                        |
| 19/05 | 09:00 | Bán kết đơn nam và đơn nữ                |
| 19/05 | 09:00 | Bán kết đôi nam nữ                       |
| 20/05 | 09:00 | Vòng 1 đôi nam, đôi nữ                   |
| 20/05 | 09:00 | Vòng 2 đôi nam, đôi nữ                   |
| 21/05 | 09:00 | Chung kết đơn nam và đơn nữ              |
| 21/05 | 09:00 | Lễ trao giải                             |
| 21/05 | 09:00 | Bán kết đôi nam, đôi nữ                  |
| 22/05 | 09:00 | Chung kết đôi nam và đôi nữ              |
| 22/05 | 09:00 | Chung kết đôi nam nữ                     |
| 22/05 | 09:00 | Lễ trao giải                             |

## Danh sách huy chương
| Đơn nam      | Lý Hoàng Nam · Việt Nam                                                                         | Trịnh Linh Giang · Việt Nam                                                              | Mick Lescure Sadettan · Lào                                                                                    |  |  |  |
| Đơn nam      | Lý Hoàng Nam · Việt Nam                                                                         | Trịnh Linh Giang · Việt Nam                                                              | Yuttana Charoenphon · Thái Lan                                                                                 |  |  |  |
| Đơn nữ       | Luksika Kumkhum · Thái Lan                                                                      | Anchisa Chanta · Thái Lan                                                                | Alex Eala · Philippines                                                                                        |  |  |  |
| Đơn nữ       | Luksika Kumkhum · Thái Lan                                                                      | Anchisa Chanta · Thái Lan                                                                | Chanelle Vân Nguyễn · Việt Nam                                                                                 |  |  |  |
|              |                                                                                                 |                                                                                          | |  |  |  |
| Đôi nam      | Philippines · Treat Huey · Ruben Gonzales                                                       | Philippines · Jeson Patrombon · Francis Alcantara                                        | Việt Nam · Trịnh Linh Giang · Phạm Minh Tuấn                                                                   |  |  |  |
| Đôi nam      | Philippines · Treat Huey · Ruben Gonzales                                                       | Philippines · Jeson Patrombon · Francis Alcantara                                        | Việt Nam · Lê Quốc Khánh · Nguyễn Văn Phương                                                                   |  |  |  |
| Đôi nữ       | Thái Lan · Anchisa Chanta · Patcharin Cheapchandej                                              | Thái Lan · Pimrada Jattavapornvanit · Lanlana Tararudee                                  | Indonesia · Beatrice Gumulya · Jessy Rompies                                                                   |  |  |  |
| Đôi nữ       | Thái Lan · Anchisa Chanta · Patcharin Cheapchandej                                              | Thái Lan · Pimrada Jattavapornvanit · Lanlana Tararudee                                  | Malaysia · Jawairiah Noordin · Sharifah Elysia Wan Abdul Rahman                                                |  |  |  |
| Đôi nam nữ   | Indonesia · Christopher Rungkat · Aldila Sutjiadi                                               | Thái Lan · Patcharin Cheapchandej · Pruchya Isaro                                        | Philippines · Alex Eala · Treat Huey                                                                           |  |  |  |
| Đôi nam nữ   | Indonesia · Christopher Rungkat · Aldila Sutjiadi                                               | Thái Lan · Patcharin Cheapchandej · Pruchya Isaro                                        | Thái Lan · Luksika Kumkhum · Kasidit Samrej                                                                    |  |  |  |
|              |                                                                                                 |                                                                                          | |  |  |  |
| Đồng đội nam | Thái Lan · Yuttana Charoenphon · Kasidit Samrej · Pruchya Isaro · Thantub Suksumrarn            | Indonesia · Christopher Rungkat · Rifqy Sukmam · Rifqi Fitriadi · Achad Imam Maruf       | Malaysia · Syed Mohd Agil Syed Naguib · Hao Sheng Koay · Imran Daniel Abd Hazli · Muhammad Aiman Hamdan        |  |  |  |
| Đồng đội nam | Thái Lan · Yuttana Charoenphon · Kasidit Samrej · Pruchya Isaro · Thantub Suksumrarn            | Indonesia · Christopher Rungkat · Rifqy Sukmam · Rifqi Fitriadi · Achad Imam Maruf       | Philippines · Jeson Patrombon · Ruben Gonzales · Treat Huey · Eric Jr Olivarez                                 |  |  |  |
| Đồng đội nữ  | Thái Lan · Patcharin Cheapchandej · Luksika Kumkhum · Pimrada Jattavapornvanit · Anchisa Chanta | Việt Nam · Chanelle Van Nguyen · Savanna Ly-Nguyen · Trần Thụy Thanh Trúc · Csilla Fodor | Indonesia · Aldila Sutjiadi · Beatrice Gumulya · Jessy Rompies · Novela Rezha Millenia Putri · Fitria Sabatini |  |  |  |
| Đồng đội nữ  | Thái Lan · Patcharin Cheapchandej · Luksika Kumkhum · Pimrada Jattavapornvanit · Anchisa Chanta | Việt Nam · Chanelle Van Nguyen · Savanna Ly-Nguyen · Trần Thụy Thanh Trúc · Csilla Fodor | Philippines · Alex Eala · Shaira Hope Rivera · Marian Capadocia · Jenaila Rose Prulla                          |  |  |  |

## Bảng tổng sắp huy chương
| Hạng               | Đoàn               | Vàng | Bạc | Đồng | Tổng số |
| ------------------ | ------------------ | ---- | --- | ---- | ------- |
| 1                  | Thái Lan (THA)     | 4    | 3   | 2    | 9       |
| 2                  | Việt Nam (VIE)     | 1    | 2   | 3    | 6       |
| 3                  | Philippines (PHI)  | 1    | 1   | 4    | 6       |
| 4                  | Indonesia (INA)    | 1    | 1   | 2    | 4       |
| 5                  | Malaysia (MAS)     | 0    | 0   | 2    | 2       |
| 6                  | Lào (LAO)          | 0    | 0   | 1    | 1       |
| Tổng số (6 đơn vị) | Tổng số (6 đơn vị) | 7    | 7   | 14   | 28      |